# Istia d'Ombrone
Istia d'Ombrone è una frazione del comune italiano di Grosseto, in Toscana.
Il borgo è situato a circa 6 km a est del capoluogo.

## Storia
Nel territorio che si sviluppa attorno al centro di Istia d'Ombrone sono stati rinvenuti reperti riconducibili ad un antico insediamento abitativo di epoca etrusca nella località di Poggio Cavallo. Anche in epoca romana l'area risultava abitata, come testimoniano alcuni materiali edilizi riutilizzati in epoche successive per la costruzione delle mura di Istia d'Ombrone; in quel periodo vi era anche una rete viaria che attraversava il territorio mettendolo in comunicazione con il lago Prile e con l'entroterra.
Il centro di Istia d'Ombrone sorse invece come insediamento fortificato lungo la Valle dell'Ombrone e fu possesso dall'862 dei vescovi di Roselle, che vi ebbero diritti feudali con il titolo di conti e vi stabilirono una residenza. Passò in seguito alla famiglia Aldobrandeschi, divenendo nel 1226 un libero Comune con l'approvazione del relativo statuto; nel 1274 fu assegnato alla Contea di Santa Fiora al momento della spartizione dei beni e dei territori controllati dalla famiglia Aldobrandeschi. In epoca medievale il centro divenne anche sede di una residenza vescovile, dopo il passaggio della diocesi da Roselle a Grosseto. Nel corso del XIV secolo passò sotto il controllo dei Senesi, subendo un gravissimo calo demografico tra il 1331 e il 1353, anche a causa della diffusione della Yersinia pestis che avvenne proprio nella parte finale di quel periodo. Nel XV secolo Istia era divenuto un feudo della famiglia Piccolomini, pur continuando a mantenere lo status di libero Comune ed avendo un ampio grado di autonomia all'interno della Repubblica di Siena.
A seguito della definitiva caduta politica di Siena, Istia d'Ombrone entrò a far parte del Granducato di Toscana poco dopo la metà del XVI secolo. In seguito vi fu un altro calo demografico che venne arginato soltanto del corso del XVIII secolo, a seguito dell'inizio delle opere di bonifica volute dai Lorena. In seguito alla riforma amministrativa voluta dal granduca Pietro Leopoldo nel 1783, la comunità di Istia fu annessa a quella di Grosseto.
Durante la seconda guerra mondiale, il 22 marzo 1944 vi si perpetrò nelle vicine campagne l'eccidio di Maiano Lavacchio; il processo sommario fu tenuto nella scuola della località rurale di Maiano Lavacchio appositamente sgombrata. Il 4 novembre 1966, in occasione dell'alluvione di Grosseto, la piena dell'Ombrone distrusse il ponte della strada statale 322 delle Collacchie, in prossimità del paese, inaugurato appena tredici anni prima. Il ponte, provvisoriamente sostituito da una struttura in ferro, fu poi ricostruito più a valle all'esterno del centro abitato.

## Monumenti e luoghi d'interesse

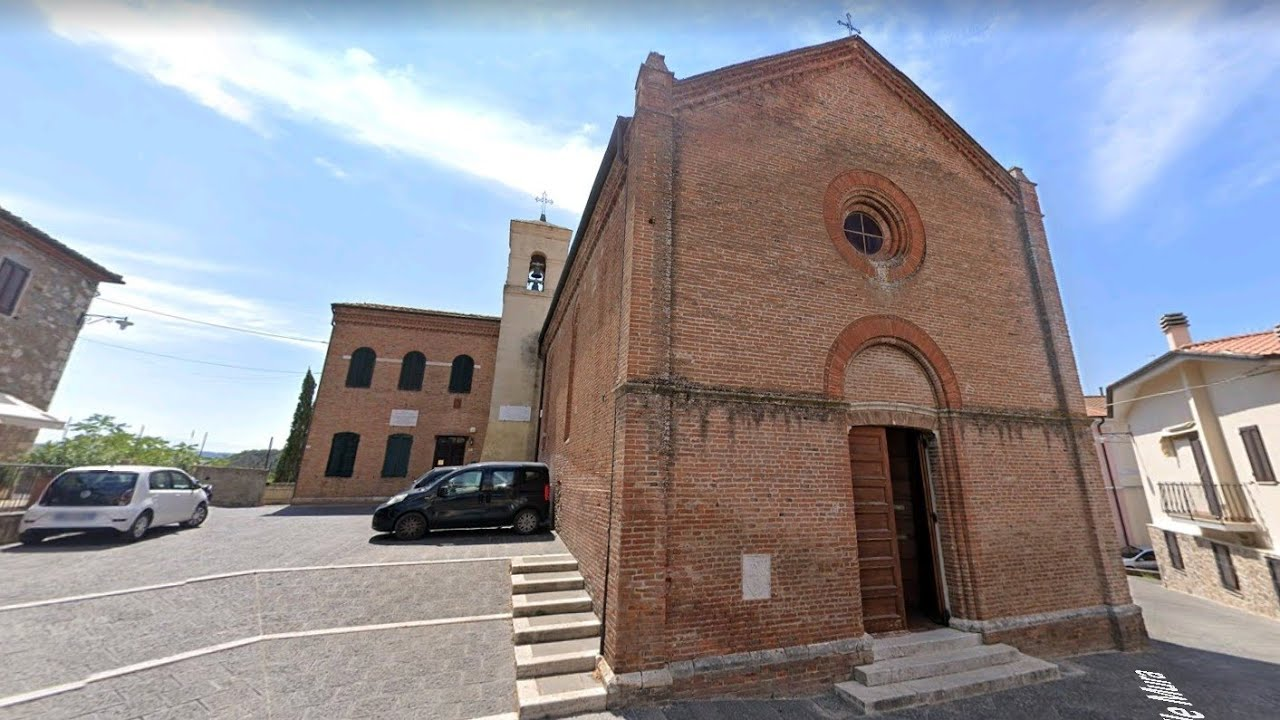
La chiesa di San Salvatore

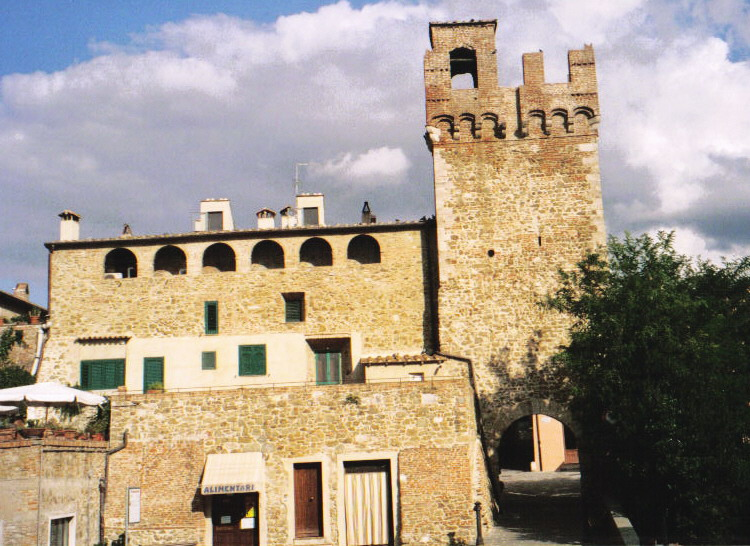
Il complesso del palazzo di Giustizia con la Porta Grossetana

La cinta muraria, distrutta in gran parte nel 1137 da Arrigo, duca di Baviera, venne ricostruita solo sotto i Senesi. Si conservano alcuni resti della Portaccia e la Porta Grossetana, a cui si addossa il quattrocentesco Palazzo di Giustizia. La residenza dei vescovi-conti, il palazzo di San Salvatore, venne in seguito trasformato in fortezza dai Senesi (cassero). Nel paese si trovano anche due chiese, una all'interno delle mura e l'altra, sconsacrata, fuori dalla cerchia di fronte alla Porta Grossetana.

### Architetture religiose
- Chiesa di San Salvatore, chiesa parrocchiale della frazione, risale al XII secolo e ha subito radicali rifacimenti tra la fine del XIV e i primi del XV secolo. Agli inizi del XX secolo è stata rifatta in stile neoromanico. Conserva all'interno una quattrocentesca scultura lignea di scuola senese, un dipinto coevo della Madonna col Bambino di Giovanni di Paolo e il dipinto L'incontro di sant'Anna e san Gioacchino alla Porta Aurea di Vincenzo Tamagni del 1528.
- Chiesa di San Sebastiano, situata poco fuori dal centro storico di fronte Porta Grossetana, risale al XII secolo con il titolo di Santo Stefano. Nel XVII secolo l'edificio subì profondi restauri e fu intitolato a San Sebastiano. Dal 1882 fu la chiesa di riferimento per la locale Confraternita della Misericordia, che poi cessò le sue attività durante il secolo scorso. Dopo decenni di chiusura, nel 2013, al termine di importanti restauri, è stata riaperta al culto

### Architetture civili
- Palazzo di Giustizia, antica sede del podestà, noto anche come Palazzo Pretorio, fu costruito nel corso del XV secolo inglobando nella parete esterna un tratto della cinta muraria, fu modificato più volte nel corso delle epoche successive. Caratteristico è il loggiato sommitale a sei ordini.
- Spedale dei Battenti, situato a Istia tra il vicolo di Piazza e piazza Ombrone, era una struttura fortificata risalente al XIII secolo, successivamente trasformata e divenuta sede dell'omonimo spedale dalla fine del XV secolo, poi dismesso in epoca post-settecentesca.

### Architetture militari
- Mura di Istia d'Ombrone: una prima fortificazione fu costruita tra il IX e il X secolo a protezione del borgo, dove sorgeva l'area signorile che comprendeva anche una residenza dei vescovi di Roselle. Successivamente altre ristrutturazioni si verificarono tra il XII e il XV secolo. Lungo le mura si aprono due porte: la Porta Grossetana, in posizione sud-occidentale, e la cosiddetta Portaccia, rivolta verso nord-est.

### Architetture scomparse
- Chiesa della Santissima Annunziata
- Chiesa di San Donato
- Oratorio di San Gherardo
- Palazzo Vescovile, o Cassero Senese

## Società

### Evoluzione demografica
Quella che segue è l'evoluzione demografica di Istia d'Ombrone. Sono indicati gli abitanti dell'intera frazione e dove è possibile è messa tra parentesi la cifra riferita al solo capoluogo di frazione.
Dal 1981 sono contati da Istat solamente gli abitanti del centro abitato, non della frazione.
| Anno | Abitanti | Abitanti       |
| Anno | Frazione | Centro abitato |
| ---- | -------- | -------------- |
| 1640 | 137      | -              |
| 1745 | 48       | -              |
| 1833 | 107      | -              |
| 1845 | 180      | -              |
| 1921 | 974      | -              |
| 1931 | 1 521    | -              |
| 1961 | 1 620    | 567            |
| 1981 | -        | 794            |
| 1991 | -        | 1 053          |
| 2001 | -        | 1 150          |
| 2011 | -        | 1 486          |

## Geografia antropica
Istia d'Ombrone può essere suddivisa in tre rioni:
- Castello
- Istia Ponte
- Le Stiacciole

## Infrastrutture e trasporti
Il paese di Istia d'Ombrone è servito dalla strada provinciale 159 Scansanese, che collega la città di Grosseto con Scansano e Manciano nell'entroterra, e che costituiva un tratto della ex strada statale 322 delle Collacchie, terminando a Follonica.